# عبادة الأول
عبادة الأول هو ملك شعب الأنباط من 96 قبل الميلاد حتى 85 قبل الميلاد.
كان خليفةً لحارثة الثاني الذي ورثها بعد الحرب مع السلالة الحشمونية وانتصاره عليهم حوالي القرن 93 في هضبة الجولان.

## حياته
كان عبادة خليفة الحارث الثاني الذي ورث منه الحرب مع المملكة الحشمونية . ولقد هزمهم حوالي عام 93 قبل الميلاد في مرتفعات الجولان.
ثم نصب كمينًا لألكسندر جنايوس بالقرب من جدارا ( أم قيس )، شرق بحيرة طبريا . باستخدام سلاح الفرسان ، أجبر جنايوس على الدخول إلى الوادي حيث أكمل الكمين، وهكذا انتقم لخسارة الأنباط لغزة. وتم إسترجاع موآب وجلعاد، وهما جبلان شرقي البحر الميت ونهر الأردن.
في حوالي عام 86 قبل الميلاد، غزا الحاكم السلوقي أنطيوخوس الثاني عشر ديونيسوس النبطية. خلال معركة قانا، قُتل أنطيوخوس ومات جيشه في الصحراء.  وبدأ الأنباط، عندما رأوا كيف هزم عبادة كلاً من الحشمونيين واليونانيين، في تبجيله كإله.

## وفاته
دُفن عبادة في النقب، في مكان أُعيدت تسميته باسمه، عبادة.  وخلفه أخوه الحارث الثالث.

## قائمة ملوك النبط
| الترتيب | الحـــاكــم   | فترة الحكم      |
| ------- | ------------- | --------------- |
| 1       | حارثة الأول   | 169 ق.م-120 ق.م |
| 2       | حارثة الثاني  | 120 ق.م-95 ق.م  |
| 3       | عبادة الأول   | 95 ق.م-88 ق.م   |
| 4       | رب إيل الأول  | 88 ق.م-87 ق.م   |
| 5       | حارثة الثالث  | 87 ق.م-62 ق.م   |
| 6       | عبادة الثاني  | 62 ق.م-59 ق.م   |
| 7       | مالك الأول    | 59 ق.م-30 ق.م   |
| 8       | عبادة الثالث  | 30 ق.م-9 ق.م    |
| 9       | حارثة الرابع  | 9 ق.م-40        |
| 10      | مالك الثاني   | 40-70           |
| 11      | رب إيل الثاني | 70-106          |